# Râul Valea Grecilor
Râul Valea Grecilor este un curs de apă, afluent al râului Doftana. 

## Hărți
- Harta Munților Grohotiș [nefuncțională – arhivă]
- Harta județului Prahova